# Poeta Laureado del Reino Unido

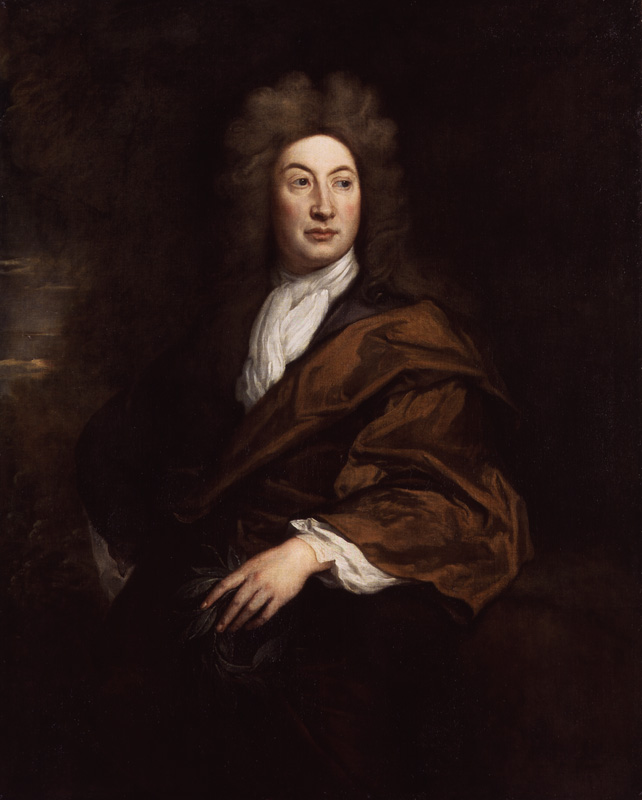
John Dryden, el primer Poeta Laureado del Reino Unido.

El título de Poeta laureado fue un nombramiento honorífico en la antigüedad. La Corona británica lo instituyó en la persona del poeta y dramaturgo Ben Jonson, al que el rey Jacobo I facilitó en 1616 una pensión, aunque el primer titular oficial del cargo fue el poeta John Dryden, nombrado en 1668 por el rey Carlos II de Inglaterra. Más recientemente, el nombramiento se hace a propuesta del primer ministro. El rol no implica ningún deber específico, pero existe la expectativa de que el laureado escriba versos para ocasiones importantes. A la muerte de Alfred Tennyson, quien ocupó el cargo entre noviembre de 1850 y octubre de 1892, hubo una pausa de cuatro años como señal de respeto, ya que sus poemas "Oda a la muerte del Duque de Wellington" y "La carga de la Brigada Ligera" fueron particularmente apreciados por el público victoriano. A lo largo de la historia cuatro poetas, Thomas Gray, Samuel Rogers, Walter Scott y Rudyard Kipling, rechazaron el nombramiento. Designado por un período indefinido y generalmente de por vida, desde 1999 el puesto ha sido limitado a un período de diez años. El actual titular es Simon Armitage, quien sustituyó a Carol Ann Duffy en mayo de 2019 después de 10 años en el cargo.

## Poetas laureados
| Poeta              | Imagen | Vida         | Nombramiento                                       | Monarca                  | Periodo (años) |             |
| ------------------ | ------ | ------------ | -------------------------------------------------- | ------------------------ | -------------- | ----------- |
| John Dryden        |        | 1631–1700    | 13 de abril de 1668 – enero 1688                   | Carlos II                | 20             | [ 1 ] [ 2 ] |
| Thomas Shadwell    |        | c. 1642-1692 | 9 de marzo de 1689 - noviembre 1692                | Guillermo III y María II | 3              | [ 3 ]       |
| Nahum Tate         |        | 1652–1715    | 23 de diciembre de 1692 – 30 de julio de 1715      | Guillermo III y María II | 23             | [ 4 ]       |
| Nicholas Rowe      |        | 1674–1718    | 1 de agosto de 1715 – 6 de diciembre de 1718       | Jorge I                  | 3              |             |
| Laurence Eusden    |        | 1688–1730    | 10 de diciembre de 1718 – 27 de septiembre de 1730 | Jorge I                  | 12             |             |
| Colley Cibber      |        | 1671–1757    | 3 de diciembre de 1730 – 12 de diciembre de 1757   | Jorge II                 | 27             |             |
| William Whitehead  |        | 1715–1785    | 19 de diciembre de 1757 - 14 de abril de 1785      | Jorge II                 | 27             |             |
| Thomas Warton      |        | 1728–1790    | 20 de abril de 1785 – 21 de mayo de 1790           | Jorge III                | 5              |             |
| Henry James Pye    |        | 1745–1813    | 28 de julio de 1790 – 11 de agosto de 1813         | Jorge III                | 23             |             |
| Robert Southey     |        | 1774–1843    | 12 de agosto de 1813 – 21 de marzo de 1843         | Jorge III                | 30             |             |
| William Wordsworth |        | 1770–1850    | 6 de abril de 1843 – 23 de abril de 1850           | Victoria                 | 7              |             |
| Alfred Tennyson    |        | 1809–1892    | 19 de noviembre de 1850 – 6 de octubre de 1892     | Victoria                 | 42             |             |
| Alfred Austin      |        | 1835–1913    | 1 de enero de 1896 – 2 de junio de 1913            | Victoria                 | 17             |             |
| Robert Bridges     |        | 1844–1930    | 25 de julio de 1913 – 21 de abril de 1930          | Jorge V                  | 17             |             |
| John Masefield     |        | 1878–1967    | 9 de mayo de 1930 – 12 de mayo de 1967             | Jorge V                  | 37             |             |
| Cecil Day-Lewis    |        | 1904–1972    | 2 de enero de 1968 – 22 de mayo de 1972            | Isabel II                | 4              |             |
| John Betjeman      |        | 1906–1984    | 20 de octubre de 1972 – 19 de mayo de 1984         | Isabel II                | 12             |             |
| Ted Hughes         |        | 1930–1998    | 28 de diciembre de 1984 – 28 de octubre de 1998    | Isabel II                | 14             |             |
| Andrew Motion      |        | 1952–        | 19 de mayo de 1999 – 1 de mayo de 2009             | Isabel II                | 10             |             |
| Carol Ann Duffy    |        | 1955–        | 1 de mayo de 2009 – 10 de mayo de 2019             | Isabel II                | 10             |             |
| Simon Armitage     |        | 1963–        | 10 de mayo de 2019 – presente                      | Isabel II                | -              |             |